# Marvin Obuz
Marvin Ayhan Obuz (* 25. Januar 2002 in Köln) ist ein deutsch-türkischer Fußballspieler. Er steht bei Rot-Weiss Essen unter Vertrag.

## Karriere

### Verein
Nach seinen Anfängen in der Jugendabteilung des BC Efferen wechselte er im Sommer 2009 in die Jugendabteilung des 1. FC Köln. Für seinen Verein bestritt er 41 Spiele in der B-Junioren-Bundesliga, 21 Spiele in der A-Junioren-Bundesliga und zwei Spiele in der Saison 2021/22 in der UEFA Youth League, bei denen ihm insgesamt 26 Tore gelangen. Mit seinem Verein wurde er 2019 deutscher B-Jugend-Meister mit einem 3:2-Endspielsieg gegen Borussia Dortmund. Im Herbst 2020 wurde er in den Kader der zweiten Mannschaft in der Regionalliga West aufgenommen und im April 2021 unterschrieb er bei seinem Verein seinen ersten Profivertrag, kam aber nur zu einem Einsatz im DFB-Pokal und zu fünf Spieltagskadernominierungen in der Bundesliga, ohne eingesetzt zu werden.
Im Sommer 2022 wurde er für eine Spielzeit an den Zweitligisten Holstein Kiel verliehen. Seinen ersten Profieinsatz hatte er am 9. September 2022, dem 8. Spieltag, als er bei der 2:3-Heimniederlage gegen den Hamburger SV in der 79. Spielminute für Fiete Arp eingewechselt wurde.
Für die Saison 2023/24 wurde er an den Drittligisten Rot-Weiss Essen verliehen. Im Sommer 2024 kehrte er zum 1. FC Köln zurück und absolvierte neben zwei Regionalligaeinsätzen auch sechs Spiele für die Profimannschaft in der 2. Bundesliga und dem DFB-Pokal. Nachdem das Kölner Eigengewächs keinen neuen Vertrag erhalten hatte, wechselte er zur Saison 2025/26 – nun auf fester Basis – wieder zu Rot-Weiss Essen.

### Nationalmannschaft
Obuz bestritt seit 2017 für die U16, U17, U19 und U20 des DFB insgesamt 27 Spiele, bei denen ihm drei Tore gelangen.

## Erfolge
1. FC Köln
- Deutscher B-Jugend-Meister: 2019